# Robert Labhardt
Robert Labhardt (1947) è uno storico e germanista svizzero.

## Vita e opere
Robert Labhardt ha studiato germanistica, storia e storia dell'arte tra il 1966 e il 1975 nelle università di Basilea e Monaco di Baviera. Nel 1976 ha conseguito il dottorato di ricerca con un lavoro su Heinrich von Kleist. Dopo essersi abilitato all'insegnamento nel 1977, ha lavorato come professore di liceo fino al pensionamento nel 2010. Dal 2012 presiede la associazione di storia di Basilea.